# Discocarpus essequeboensis
Discocarpus essequeboensis là một loài thực vật có hoa trong họ Diệp hạ châu. Loài này được Klotzsch mô tả khoa học đầu tiên năm 1841.